# Байрамукова, Халимат Башчиевна
Халима́т Башчи́евна Байрамукова (по мужу Кубанова; карач.-балк. Байрамукъланы Башчыны къызы Халимат; 15 августа 1917, Хурзук — 8 ноября 1996, Черкесск) — советская поэтесса, писательница, драматург, член Союза писателей с 1939 года.

## Биография
Родилась 15 августа 1917 года в древнем карачаевском ауле Хурзук Карачаево-Черкесской республики. Она училась в педагогическом институте, затем окончила Литературный институт им. М. Горького и Высшие литературные курсы в Москве.
В период войны проходила службу в качестве медсестры 2436-го эвакогоспиталя, являлась секретарем комсомольской организации.
Работала ответственным секретарём областной газеты, первым консультантом Карачаевской писательской организации, главным редактором Карачаево-Черкесского книжного издательства, в течение 10-ти с лишним лет возглавляла писательскую организацию Карачаево-Черкесии.

## Творчество
Халимат Байрамукова — автор 14 поэтических сборников, четырёх романов, пяти повестей и многих рассказов, четырёх публицистических книг, либретто первой национальной оперы «Последний изгнанник», а также первой карачаевской музыкальной комедии «Бесфамильная невеста». Её произведения печатались на пятидесяти языках мира.
Первым литературным произведением её была пьеса «Два сердца», изданная в 1939 году. В последующие годы появляются поэтические сборники: «Любимые горы», «Люблю я жизнь», «Исповедь», «Дым очага», «Снова в путь», «Суд аула», «День за днём», «Весенний полдень», «Восьмой день недели», «Одержимость» и другие.
Её перу принадлежат повести: «Семья Карчи», «И плакал сын», «Вечные всадники», романы «Годы и горы», «Утренняя звезда», «Мёлек», «Четырнадцать лет» и другие.
«Моя жизнь» — так называется последняя книга писательницы, вышедшая в год её смерти — 1996 году. Это автобиографическая книга, плод жизненных наблюдений и размышлений, которая даёт глубокое представление о среде, в которой она росла и взрослела.

## Награды
Литературные заслуги народного поэта Карачаево-Черкесии Халимат Байрамуковой были отмечены правительственными наградами-орденами: «Знак почета», «Дружба народов»; Юбилейной медалью «За доблестный труд».

## Память
Её имя носит Национальная библиотека Карачаево-Черкесской республики, она почетная гражданка г. Велинграда (Болгария).